# Breguet Atlantic
Breguet Br.1150 Atlantic er et langtrækkende maritimt patruljefly. Det har været i brug i adskillige NATO-lande som et rekognosceringsfly og antiubådsfly. Atlantic-flyene er også i stand til at medbringe sømålsmissiler. Atlantique 2 er en opgraderet version af flyet produceret til Marine nationale i 1980'erne.

## Design og udvikling
I 1958 fremsatte NATO en liste over krav til et nyt langtrækkende patruljefly der skulle erstatte det aldrende Lockheed Neptune-patruljefly. Breguet vandt konkurrencen om designet i slutningen af 1958 og kort efter blev et multinationalt konsortium, Société d'Étude et de Construction de Breguet Atlantic (SECBAT), etableret som ansvarlig for konstruktionen af flyet.
Den første prototype foretog sin jomfruflyvning ved Toulouse den 21. oktober 1961. Den anden prototype fløj sin første tur 25. februar 1962. Yderligere to prototyper blev bygget med en længere krop i henholdsvis februar 1963 og september 1964.
Breguet Atlantic er et tomotors monoplan hvor skroget er delt op i to dele: Den øverste del, der er tryksat og er til besætningen samt den nedre del, hvor der findes et 9 meter langt våbenlastrum og en sonarbøjekanister umiddelbart bagved. En radar er placeret i en dome der kan trækkes ind i flyets krop når den ikke er i brug og helt bagerst på flyet er der placeret en MAD-bom. Elektriciteten til alt dette udstyr bliver produceret af de to Rolls-Royce turbopropmotorer.
Breguet Br.1150 Atlantic er blevet designet fra bunden til sit formål, i stedet for at ombygge eller modificere eksisterende design. Flyets primære opgave er ASW og antioverfladekrigsførelse, andre sekundære opgaver lyder på SAR, minelægning, minedetektion samt langtrækkende maritim rekognoscering.
Flyet har kapacitet til enten otte ASW-torpedoer, 12 dybdebomber eller to AM.39 Exocet sømålsmissiler i det interne våbenlastrum. Tyske Atlantic-fly var i reglen kun bevæbnet med Mk. 46 torpedoer og fløj i slutningen af deres tjenestetid helt ubevæbnet.
Oprindeligt blev der i 1963 bestilt i alt 60 fly, 40 til Marine Nationale og 20 til Deutsche Marine. De blev leveret i 1965 og frem til 1968. Herefter blev samlebåndet lukket. Efterfølgende blev der bestilt 9 fly til Koninklijke Marine og 18 til Marina Militare. Disse fly blev leveret fra 1972 til 1974.
I 1978 besluttede den franske regering at der skulle udvikles en ny version af Atlantic som blev omtalt som Atlantic Nouvelle Generation (senere omdøbt til Atlantique 2 da man ikke modtog ordrer på flyet fra udlandet). Selve flyets skrog og motorer blev ikke ændret synderligt, men avionikken og andet elektronisk udstyr modtog en betydelig opgradering, såsom nye sonar- og taktiske systemer. Derudover blev flyet udrustet med et FLIR under næsen. Man ombyggede også våbenlastrummet således at flyet nu var i stand til at medbringe AM.39 Exocet-missiler. To prototype Atlantique 2 fly blev konstrueret ved at ombygge eksisterende Atlantic-fly, og den første flyvning fandt sted den 8. maj 1981. Serieproduktionen blev sat i gang den 24. maj 1984. Levering af Atlantique 2 flyene begyndte i 1989, men produktionen blev stoppet efter 28 fly, hvor ønsket fra Marine Nationale havde været 42 fly.

## Operativ historie
Koninklijke Marine mistede tre ud af deres ni fly over Nordsøen i en række af uheld, hvilket førte til at de mistede deres flyvetilladelse og efterfølgende blev udskiftet til den amerikanske konkurrent P-3 Orion. Den tyske Marinefliegergeschwader oplevede ikke nogle tab af fly i deres operative periode fra 1963 til 2005. De tyske Atlantic-fly blev fra 2005 erstattet af den samme type P-3 Orion flystel hollænderne havde købt i 1980'erne som erstatning for deres Atlantic-fly. De tyske fly blev dog grundigt moderniseret og opgraderet hvilket gjorde dem til topmoderne maritime patruljefly.
I 1999 blev et pakistansk Atlantic skudt ned af et indisk MiG 21 Fishbed efter at det indiske fly forgæves havde forsøgt at tvinge Atlantic-flyet til at lande på en indisk flyvestation. Nedskydningen øgede spændingerne i regionen og var en medvirkende faktor til udbruddet af den indisk-pakistanske krig i 1965. Efter det pakistanske fly havde nægtet at efterkomme ordrerne fra MiG-piloterne, forsøgte Atlantic-flyet at stikke af og blev derefter skudt ned med et Molniya R-60 (NATO-rapporteringsnavn AA-8 Aphid) luft til luft-missil over den omstridte Rann of Kutch-region.
Adskillige tyske Atlantic-fly er siden blevet doneret til museer, inklusiv det tyske Luftwaffenmuseum og det hollandske flyvevåbensmuseum i Soesterberg.
Et Breguet Atlantic, omtalt i nyhederne som et Atlantic Model 2, blev brugt at den franske flåde i eftersøgningen af Air France Flight 447.

## Eksterne links
- Wikimedia Commons har flere filer relateret til Breguet Atlantic
- naval-technology Arkiveret 13. november 2006 hos  Wayback Machine (engelsk)